# Bosco di Cusago
Bosco di Cusago este o arie protejată (arie specială de conservare — SAC, sit de importanță comunitară — SCI) din Italia întinsă pe o suprafață de 13 ha, integral pe uscat.

## Localizare
Centrul sitului Bosco di Cusago este situat la coordonatele 45°26′52″N 9°00′31″E / 45.447778°N 9.008611°E.

## Înființare
Situl Bosco di Cusago a fost declarat sit de importanță comunitară în iunie 1995 pentru a proteja 21 de specii de animale. Situl a fost protejat și ca arie specială de conservare în iulie 2016.

## Biodiversitate
Situată în ecoregiunea continentală, aria protejată conține 1 habitat natural: Păduri de stejar sau de stejar și carpen sub-atlantice și medio-europene de Carpinion betuli.
La baza desemnării sitului se află mai multe specii protejate:
- păsări (20): uliu păsărar (Accipiter nisus), ciocârlie-de-câmp (Alauda arvensis), pescăruș albastru (Alcedo atthis), fâsă de luncă (Anthus pratensis), stârc cenușiu (Ardea cinerea), stârc galben (Ardeola ralloides), ciuf-de-pădure (Asio otus), șorecarul comun (Buteo buteo), Cettia cetti, ciocănitoare pestriță mare (Dendrocopos major), egretă mică (Egretta garzetta), șoimul rândunelelor (Falco subbuteo), vânturel roșu (Falco tinnunculus), sfrâncioc roșiatic (Lanius collurio), privighetoare (Luscinia megarhynchos), stârc de noapte (Nycticorax nycticorax), ciocănitoarea verde (Picus viridis), pițigoi sur (Poecile palustris), mărăcinar negru (Saxicola torquatus), strigă (Tyto alba)
- pești (1): Telestes muticellus

Pe lângă speciile protejate, pe teritoriul sitului au mai fost identificate 7 specii de plante, 17 specii de mamifere, 4 specii de nevertebrate, 1 specie de pești, 4 specii de reptile.